# Capivari de Baixo
Capivari de Baixo este un oraș în Santa Catarina (SC), Brazilia.